# Bono
Paul David Hewson (n. 10 mai 1960, Dublin, Irlanda), poreclit Bono Vox, nume de scenă Bono, este un cântăreț, filantrop, om de afaceri și compozitor irlandez. Este, de asemenea, solistul trupei de muzică rock irlandeze, U2. 
A fost nominalizat la trei premii Nobel pentru pace (2003, 2005, 2006). De asemenea a primit multe alte premii, medalii și decorații. Împreună cu U2 a mai fost nominalizat la patru Globuri de aur, un Oscar și două Grammy (dintre care unul câștigat).
A colaborat cu artiști ca: Frank Sinatra, Johnny Cash, Willie Nelson, Luciano Pavarotti, Roy Orbison, Bob Dylan, B.B. King, Ray Charles, Quincy Jones, Bruce Springsteen, Tony Bennett, Clannad, The Corrs sau Wyclef Jean, 

## Filmografie
| An    | Film                            | Rol                | Note                                                      |
| ----- | ------------------------------- | ------------------ | --------------------------------------------------------- |
| 1988  | Rattle and Hum                  | El însuși          | Rockumentary                                              |
| 1998  | The Simpsons                    | El însuși          | Serial TV; un episod, "Trash of the Titans"               |
| 1999  | Classic Albums                  | El însuși          | Serial TV; un episod, "The Joshua Tree"                   |
| 1999  | Entropy                         | El însuși          |                                                           |
| 2000  | The Million Dollar Hotel        | Man in hotel lobby | Uncredited cameo appearance Original storywriter Producer |
| 2000  | Sightings of Bono               | El însuși          | Short film                                                |
| 2005  | Entourage                       | El însuși          | Serial TV; un episod, "I Love You Too"                    |
| 2007  | Across the Universe             | Dr. Robert         |                                                           |
| 2007  | American Idol                   | El însuși          | Serial TV; "Idol Gives Back"                              |
| 2008  | American Idol                   | El însuși          | Serial TV; "Idol Gives Back"                              |
| U2 3D |                                 | El însuși          |                                                           |
| 2009  | Entourage                       | El însuși          | Serial TV; un episod, "Give a Little Bit"                 |
| 2011  | From the Sky Down               | El însuși          | Rockumentary                                              |
| 2012  | Anton Corbijn Inside Out        | El însuși          | Documentary                                               |
| 2012  | B.B. King – The Life of Riley   | El însuși          | Documentary                                               |
| 2012  | The Resurrection of Victor Jara | El însuși          | Documentary                                               |

## Legături externe
Materiale media legate de Bono la Wikimedia Commons
- Site oficial U2
- Bono la Internet Movie Database
- Bono - Glasul sexi si dur de la U2 Arhivat în 1 februarie 2014, la Wayback Machine., 7 martie 2012, Alina Grozea, Revista Tango